# アンドレイウス・ザドネプロフスキス
アンドレイウス・ザドネプロフスキス（リトアニア語: Andrejus Zadneprovskis、1974年8月31日 - ）は、リトアニアの近代五種競技選手。2004年アテネオリンピックの銀メダリスト、2008年北京オリンピックの銅メダリストである。
ソビエト連邦のカリーニングラードで生まれた。世界選手権では2000年と2004年に金メダルを、2006年のグアテマラ大会で銅メダルをそれぞれ獲得している。